# Liduina van Schiedam
Liduina van Schiedam, ook Liduïna, Sint-Liduina, Lidwina of Liedewij genoemd, (Schiedam, 18 maart 1380 – aldaar, 14 april 1433) is een katholieke heilige, patrones van de chronisch zieken en een van de bekendste Nederlandse heiligen. Haar heiligheid werd in 1890 bevestigd door Paus Leo XIII.

## Hagiografie
Liduina werd geboren op Palmzondag en groeide op in een gezin met acht broers. Op 12-jarige leeftijd werd ze ten huwelijk gevraagd maar ze wees dit aanbod resoluut af omdat ze haar leven aan God wilde wijden. 
Op 15-jarige leeftijd ging ze samen met vriendinnen schaatsen op de dichtgevroren Maas. Ze viel en brak daarbij een rib, waarna ze koudvuur opliep. Ze bleef hierdoor de rest van haar leven verlamd en aan bed gekluisterd. Toen ze een paar jaar later weer eens opstandig was over haar lijden, beval haar biechtvader, Jan Pot, haar aan de Passie van Jezus te overwegen. Toen dat geen troost opleverde, zag ze ervan af. Nadat haar geestelijk leidsman haar aanmoedigde, probeerde ze het opnieuw, en deze keer kreeg ze daardoor zoveel voldoening, dat ze haar ziekte nog niet wilde ruilen voor een Weesgegroet.
Door deze houding maakte ze grote indruk op de vele bezoekers die zij kreeg en vooral op chronisch zieken voor wie zij een grote troost was. Velen kwamen opgemonterd bij haar vandaan. Haar lijden was een voorbeeld van heldhaftig lijden in de liefde van God tot de mensen. Uiteindelijk leefde ze, naar verluidt, alleen nog op de Heilige Hostie (voedselonthouding). De oudste beschrijvingen van Liduinas leven maken geen melding van stigmata, latere hagiograven doen dit wel.
Liduina beleefde visioenen, waarin zij samen met haar engelbewaarder Rome, het Heilig Land, hemel, hel en vagevuur bezocht. Tijdens een van haar reizen naar het paradijs zag zij een rozenstruik. Haar engelbewaarder gaf haar een tak en vertelde haar, dat ze niet zou sterven voordat alle rozen ontloken waren. Pas na achtendertig jaar lijden kwam er een eind aan haar leven. In haar laatste visioen zag zij een bloeiende rozenstruik en ze stierf met een rose gloed over haar gelaat, alsof er nog iets in haar doorleefde.

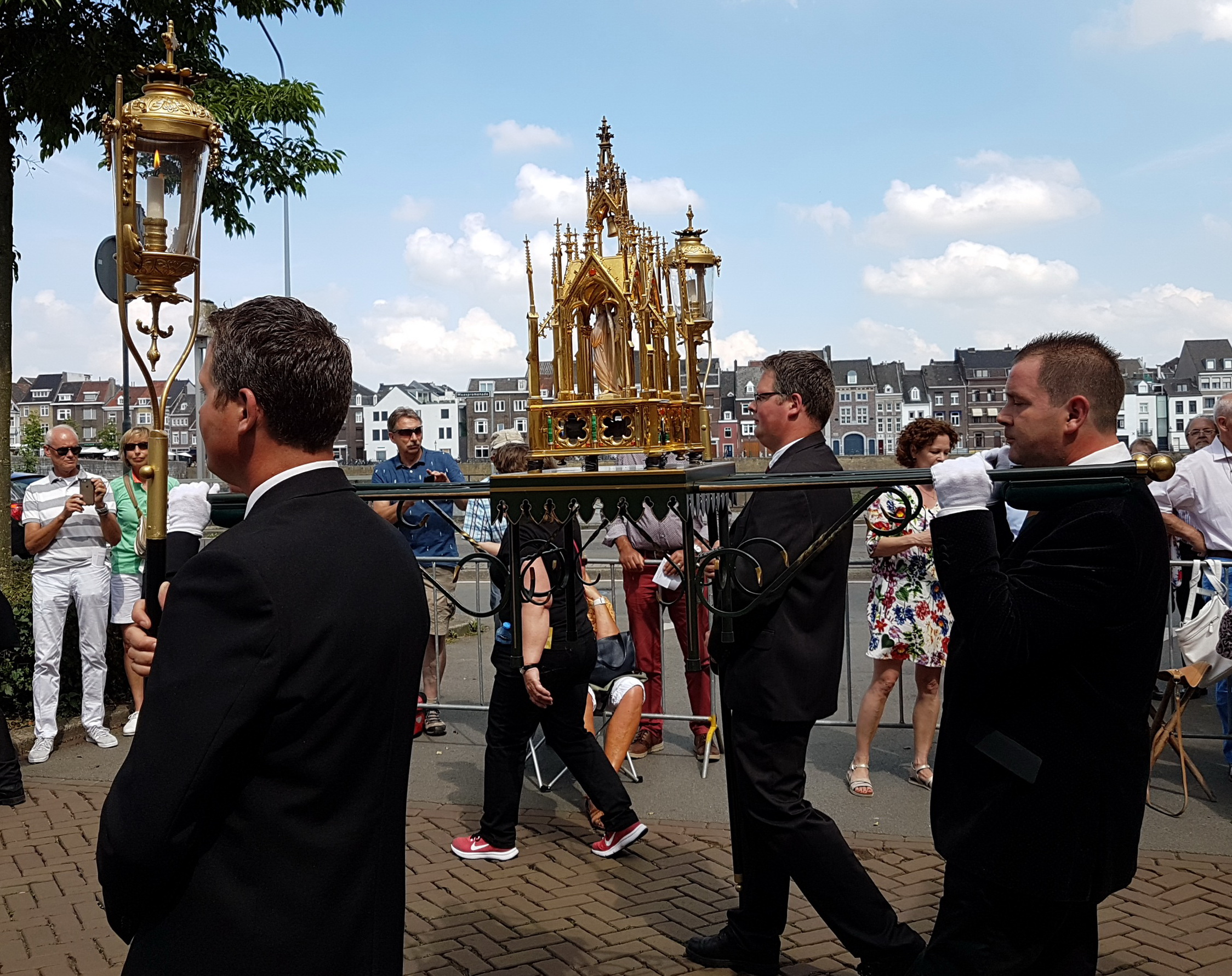
Reliekhouder van Sint-Liduina tijdens de Heiligdomsvaart van Maastricht in 2018

Op 17 april 1433 werd Liduina op het kerkhof van de Sint-Janskerk in Schiedam begraven. De kist werd niet in de aarde gezet en ook niet met aarde bedekt, maar stond op balken die dwars over de bodem van het graf lagen. Liduina had uitdrukkelijk verzocht haar stoffelijk overschot niet met aarde in contact te brengen, omdat zij zelf lange tijd geen voet op de grond had gezet. Op haar sterfplek werd een kapel gebouwd.
Haar leven wordt beschreven in het Leven van Liedewij, volgens sommigen van Jan Gerlachsz, een familielid van Lidwina. Thomas a Kempis (1380-1471) beschreef haar leven in zijn Vita Lidewigis. Ook de vijftiende-eeuwse prediker Johannes Brugman ('Praten als Brugman') (1400-1473) schreef over haar een hagiografie.
Sinds haar overlijden is haar graf een oord van pelgrimage. 

## Verering
Na de Middeleeuwen was Liduinas roem tot stilstand gekomen, maar in 1890 blies het Vaticaan nieuw leven in haar verering. Op 14 maart 1890 vaardigde paus Leo XIII een decreet uit waarin de conclusie van een onderzoek door de Heilige Congregatie voor de Riten naar de verering van Liduina geldig werd verklaard en werd bekrachtigd. De Congregatie had geconcludeerd dat Liduina in 1634 al meer dan 100 jaar als heilige werd vereerd, waardoor zij behoort tot de uitzonderingen genoemd in het decreet van paus Urbanus VIII (1634). De pauselijke decreten van Urbanus VIII en Leo XIII impliceren dat Liduina in kerkrechtelijke zin een volwaardige heilige is. In 1890 werd Liduina dus niet heilig 'verklaard', maar werd haar reeds eeuwenlang bestaande heiligheid 'erkend'. 
Alle Nederlandse bisdommen werden vanaf dan verplicht Liduinas feestdag te vieren. Was dit aanvankelijk 14 april, vanaf het tweede Vaticaanse concilie (1965) gold 14 juni als haar feestdag. Een bredere doorbraak van de Liduina-cultus kwam in 1933 toen het vijfde eeuwfeest van haar overlijden samenviel met het negentiende eeuwfeest van de dood van Christus. Zo smolten Jezus en zijn navolgster in het lijden, Liduina, als het ware opnieuw samen.
In 1990 verhief paus Johannes Paulus II de Liduinakerk in Schiedam tot basiliek. De Basiliek van de H. Liduina en Onze-Lieve-Vrouw van de Rozenkrans bewaart  relieken van haar in een neogotische reliekhouder.

## Alternatieve interpretaties
In 1979 stelde de Weertse neuroloog R. Medaer dat Liduina van Schiedam een van de eerste personen is waarbij de ziekte multiple sclerose geconstateerd kan worden.
De Delftse psychiater Pieter J. Stolk stelt in "De maagd van Schiedam' (1980) dat de ziekteverschijnselen van Liduina, zoals overgeleverd uit de Middeleeuwen, voortvloeiden uit haar bedlegerigheid, gebrek aan licht en gezond eten. Het jarenlang doorliggen veroorzaakte decubituswonden met maden en ontstekingen. Haar gedachten en visioenen hingen samen met wensvervullingen. Liduina identificeerde zich met Maria, de zachtaardige moeder die ze zelf zo node miste. Ze weigerde voedsel maar droomde van hemelse banketten, ze wilde niet trouwen maar zag zich gekroond tot hemelse 'Bruid van Christus'. Ze was zeer barmhartig maar zag mensen uit haar omgeving ook branden in de hel. Dit gaf haar in de gemeenschap veel macht. Toen ze ouder werd, werden haar visioenen steeds minder productief. Ze stierf eenzaam en verlaten.

## Vernoemingen
Liduinas naam leeft voort in diverse Schiedamse instellingen en gebouwen, waaronder de Liduina-basiliek. Stichting Intorno Ensemble maakt sinds 2002 om de twee jaar een muziektheater in een van de Schiedamse kerken over het leven van de Schiedamse 'stadsheilige'. 
In het Limburgse dorp Kelpen-Oler is een kerk naar haar genoemd. Ook de beschutte werkplaats in de Belgische gemeente Mol is genoemd naar Liduina. De gemeente Bonheiden heeft een Sint-Ludwinakerk; ook Hillegersberg kent een Sint-Liduinakerk. 
Op de Koninklijke Studenten Roeivereeniging "Njord" te Leiden is een tweezonder vernoemd naar Liduina van Schiedam. De boot is in 2006 geschonken door Nolet Jeneverstokerij te Schiedam. Het betreft een Empacher tweezondeer voor lichte roeiers en dames. 
Verder zijn verschillende scholen in Nederland naar haar vernoemd.

## Navolging
In de geschiedenis van de (vrouwelijke) mystiek en stigmatisaties is de hagiografie van Liduina een belangrijk voorbeeld geweest voor anderen. Zo was de Duitse mystica Anna Catharina Emmerich (1774-1824) duidelijk geïnspireerd door Liduina van Schiedam. De Nijmeegse hoogleraar en mystiekspecialist Titus Brandsma deed in het interbellum onderzoek naar contemporaine mystici, die in die tijd overal in Europa opdoken. Zo beschreef hij de Nederlandse Janske Gorissen (1906-1960) als een 'nieuwe Lidwina' en trok tegelijk een parallel met de Duitse Therese Neumann (1898-1962). Meer precies achtte Brandsma Janske Gorissen een combinatie van Liduina van Schiedam en de Italiaanse zalige Gemma Galgani (1878-1903), waarvoor op dat moment al een heiligverklaringsproces in volle gang was. Genoemde vrouwen kenden alle voorbeelden die aan hen vooraf gingen en copieerden datgene wat blijkbaar werkte. Door de eeuwen heen is door het kopiëren en standaardiseren als het ware een mondiale familie van vrouwelijke mystici/stigmatici ontstaan.

## Afbeeldingen

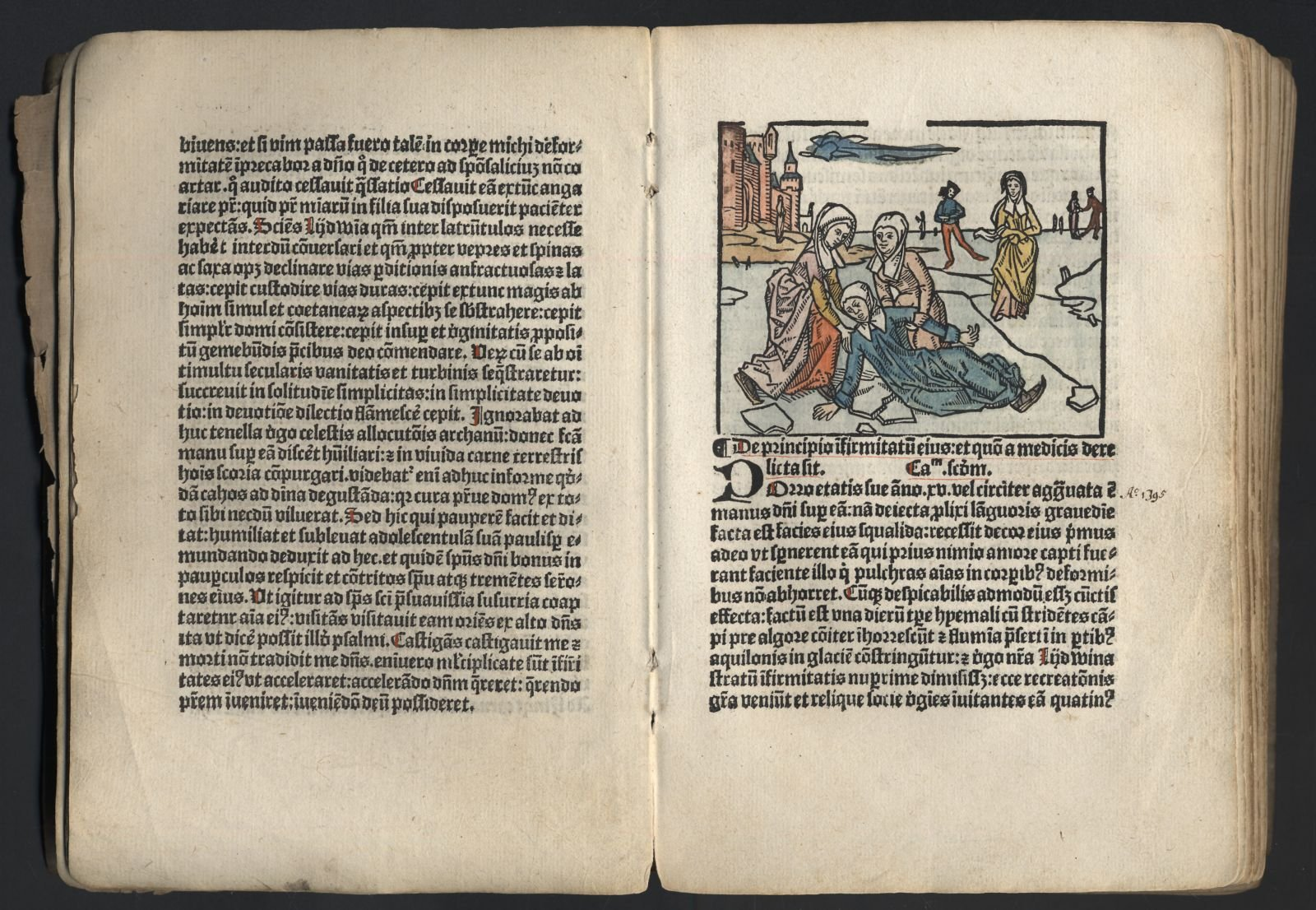
Het boek van Johannes Brugman, in 1498 gedrukt te Schiedam
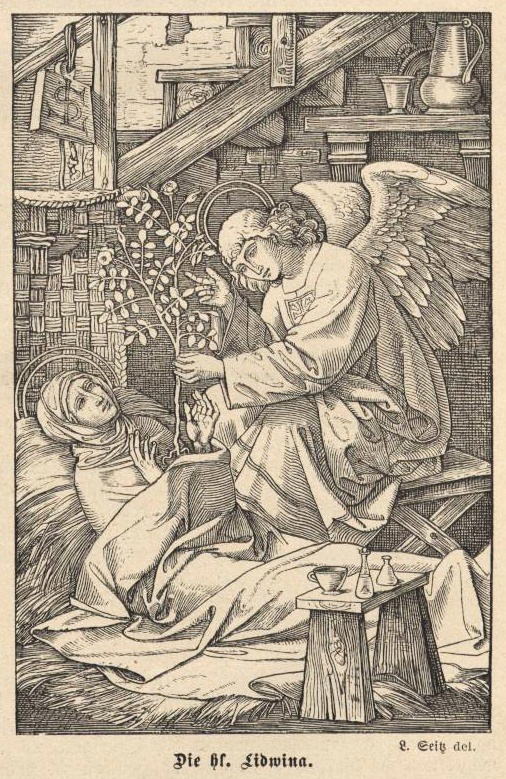
Prent uit 1890: Een engel bezoekt Sint-Liduina
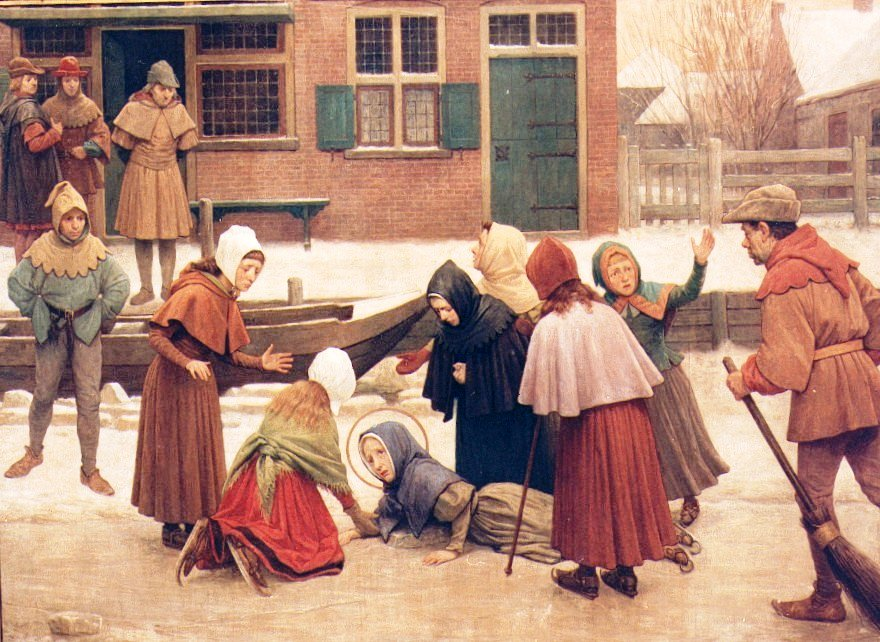
Schilderij van Jan Dunselman: de val van Liduina op het ijs
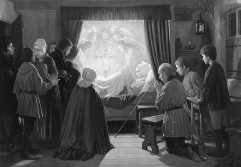
Schilderij van Jan Dunselman uit 1890: Liduina op haar ziekbed
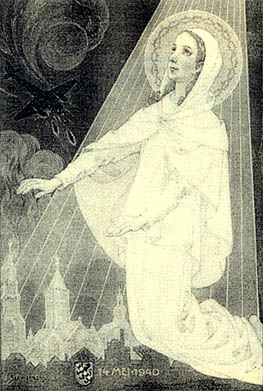
Poster uit 1940: Sint Liduina beschermt kerken tegen bommenwerpers